# Marco Marin

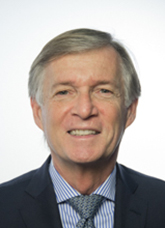
Marco Marin

Marco Marin, född den 4 juli 1963 i Padova, Italien, är en italiensk fäktare som tog OS-silver i herrarnas sabel i samband med de olympiska fäktningstävlingarna 1992 i Barcelona.